# Pest vármegyei 3. sz. országgyűlési egyéni választókerület
A Pest vármegyei 3. sz. országgyűlési egyéni választókerület egyike annak a 106 választókerületnek, amelyre a 2011. évi CCIII. törvény Magyarország területét felosztja, és amelyben a választópolgárok egy-egy országgyűlési képviselőt választhatnak. A választókerület nevének szabványos rövidítése: Pest 03. OEVK. Székhelye: Szentendre

## Területe
A választókerület az alábbi településeket foglalja magába:
1. Budakalász
2. Csobánka
3. Dunabogdány
4. Kisoroszi
5. Leányfalu
6. Pilisborosjenő
7. Pilisvörösvár
8. Pilisszántó
9. Pilisszentkereszt
10. Pilisszentlászló
11. Pócsmegyer
12. Pomáz
13. Szentendre
14. Szigetmonostor
15. Tahitótfalu
16. Üröm
17. Visegrád

## Országgyűlési képviselője
| Név                 | Párt                                         | Párt        | Terminus    | Megjegyzés                                   |
| ------------------- | -------------------------------------------- | ----------- | ----------- | -------------------------------------------- |
| Hadházy Sándor      |                                              | Fidesz-KDNP | 2014 – 2022 | A 2014-es országgyűlési választás eredménye: |
| Hadházy Sándor      | A 2018-as országgyűlési választás eredménye: | Fidesz-KDNP | 2014 – 2022 |                                              |
| Dr. Vitályos Eszter |                                              | Fidesz-KDNP | 2022 –      | A 2022-es országgyűlési választás eredménye: |

## Demográfiai profilja
| Iskolai végzettség                | Iskolai végzettség               | Iskolai végzettség | Iskolai végzettség | Iskolai végzettség |
| --------------------------------- | -------------------------------- | ------------------ | ------------------ | ------------------ |
|                                   |                                  |                    |                    | fő                 |
| Általános iskolát nem végezte el  | Általános iskolát nem végezte el |                    | 1112               | 1112               |
| Általános iskola                  | Általános iskola                 |                    | 11381              | 11381              |
| Szakmunkás                        | Szakmunkás                       |                    | 15083              | 15083              |
| Érettségi                         | Érettségi                        |                    | 33759              | 33759              |
| Diploma                           | Diploma                          |                    | 33795              | 33795              |
| A 2022. évi népszámlálás szerint. |                                  |                    |                    |                    |

A Pest vármegyei 3. sz. választókerület lakónépessége 2022. október 1-jén 119 277 fő volt. A 2011-es és a 2022-es népszámlálás között 13 972 fővel nőtt a választókerület lakosság száma. A választókerületben a korösszetétel alapján a legtöbben a középkorúak élnek 48 923 fővel, míg a legkevesebben az időskorúak 21 420 fővel. A választókerület lakosságának a 89,5%-nál van internet elérési lehetőség.
A legmagasabb befejezett iskolai végzettség szerint a diplomával rendelkezők élnek a legtöbben 33 795 fő, utánuk a következő nagy csoport az érettségizettek 33 759 fővel.
Gazdasági aktivitás szerint a lakosság közel fele foglalkoztatott 60 665 fő, második legjelentősebb csoport az inaktív keresők, akik főleg nyugdíjasok 23 148 fővel.
A választókerület legjelentősebb nemzetiségi csoportja a németek 4164 fő, illetve a szlovákok 1098 fő. Magyar állampolgársággal nem rendelkező külföldi állampolgárok aránya 1,2%.
Vallási összetétel szerint a választókerületben lakók legnagyobb vallása a római katolikus (29 533 fő), valamint jelentős közösség még a reformátusok (9238 fő). A vallási közösséghez nem tartozók száma szintén jelentős (13 370 fő), a választókerületben a második legnagyobb csoport a római katolikus vallás után.

## Országgyűlési választások
| Párt                      |  | Jelölt          |
| ------------------------- |  | --------------- |
| Munkáspárt-ISZOMM         |  | Pálmai Ferenc   |
| Fidesz-KDNP               |  | Vitályos Eszter |
| MEMO                      |  | Polocsányi Béla |
| MKKP                      |  | Kövesdi Miklós  |
| Normális Párt             |  | Tihanyi Csaba   |
| Mi Hazánk                 |  | Pál Béla        |
| Egységben Magyarországért |  | Buzinkay György |

| Párt                             |           | Jelölt           | Szavazatok | %     | ± %  |
| -------------------------------- | --------- | ---------------- | ---------- | ----- | ---- |
| Fidesz-KDNP                      |           | Hadházy Sándor   | 30 711     | 46.11 | 1.17 |
| DK                               |           | Király Miklós    | 12 852     | 19.3  | 7.37 |
| Jobbik                           |           | Pál Gábor        | 11 624     | 17.45 | 3.34 |
| LMP                              |           | Drávucz Zsolt    | 4706       | 7.07  | 0.16 |
| Együtt                           |           | Spät Judit       | 2044       | 3.07  | 23.6 |
| MKKP                             |           | Kövesdi Miklós   | 1827       | 2.74  | Új   |
| Momentum                         |           | Vásárhelyi Judit | 1469       | 2.21  | Új   |
| Munkáspárt                       |           | Pálmai Ferenc    | 225        | 0.34  | Új   |
| Egyéb pártok                     |           |                  | 1145       | 1.72  | 2.48 |
| Megjelent                        | Megjelent | Megjelent        | 67 235     | 76.34 | 7.67 |
| A Fidesz-KDNP tartja a körzetet. |           |                  |            |       |      |

| Párt                                |           | Jelölt               | Szavazatok | %     | ± % |
| ----------------------------------- | --------- | -------------------- | ---------- | ----- | --- |
| Fidesz-KDNP                         |           | Hadházy Sándor       | 27 364     | 47.28 |     |
| Összefogás                          |           | Szinna Gábor         | 15 434     | 26.67 |     |
| Jobbik                              |           | Murányi Levente      | 8167       | 14.11 |     |
| LMP                                 |           | Kardos-Horváth János | 4184       | 7.23  |     |
| Szociáldemokraták                   |           | Diószegi Gábor       | 289        | 0.5   |     |
| Egyéb pártok                        |           |                      | 2438       | 4.2   |     |
| Megjelent                           | Megjelent | Megjelent            | 58 450     | 68.67 |     |
| A Fidesz-KDNP nyeri meg a körzetet. |           |                      |            |       |     |

## Ellenzéki előválasztás – 2021
| Frakció                               |                 | Jelölő szervezetek            | Jelölt          | Szavazatok | %     |
| ------------------------------------- | --------------- | ----------------------------- | --------------- | ---------- | ----- |
| Momentum                              |                 | Momentum, MSZP, Párbeszéd, ÚK | Buzinkay György | 3313       | 37.37 |
| Jobbik                                |                 | Jobbik, LMP, DK, ÚVNP         | Pál Gábor       | 3028       | 34.15 |
| LMP                                   |                 | MMM                           | Kóder György    | 1698       | 19.15 |
| LMP                                   |                 | Független                     | Katona Andrea   | 827        | 9.33  |
| Összes szavazat                       | Összes szavazat | Összes szavazat               | Összes szavazat | 8866       |       |
| Buzinkay György nyeri meg a körzetet. |                 |                               |                 |            |       |